# Le Dernier Viking
Le Dernier Viking est le sixième roman de Patrick Grainville, publié aux éditions du Seuil en 1980.

## Historique
Roman truculent où les abeilles, les faucons, les couleuvres, les chiens participent aux aventures extravagantes des personnages selon la critique, Le Dernier Viking décrit un paysan normand « Don Quichotte », épris de mythologie nordique et décidé à vivre comme ses ancêtres.

## Résumé
Dans un vieux manoir normand s’agite une drôle de famille composée de Martel, un fier à bras, lanceur de marteau, Lucas le diabolique et Gabriel, un apiculteur ingénu. Ce petit monde n’est pas sans évoquer le panthéon viking. Les amours et les entreprises loufoques des personnages alternent avec le récit des grands épisodes de l’épopée viking dont le siège de Paris en 885.  L’auteur tend à métamorphoser l’estuaire triste et délabré de la Seine où il est né en ressuscitant les pirates vikings, leurs razzias. Les personnages contemporains vivent leur destinée de simples paysans tout en dérivant vers toutes sortes de chimères, chasse au trésor, bagarres, construction d’un drakkar, culte à Yggdrasil qui pousse, gigantesque, à coup de greffes...

## Éditions
- Le Dernier Viking, éditions du Seuil, 1980  (ISBN 2020053829).